# Стадлер, Йосип
Йосип Стадлер (хорв. Josip Stadler или Йозеф Штадлер, нем. Josef Stadler; 24 января 1843 года, Славонски-Брод, Австрийская империя — 8 декабря 1918 года, Сараево, королевство Сербов, Хорватов и Словенцев) — католический прелат, первый архиепископ Врхбосны с 29 сентября 1881 года по 8 декабря 1918 год, основатель женской монашеской конгрегации «Служительницы Младенца Иисуса».

## Биография
Сын Джуро Стадлера и Марии Балошич. В 11 лет остался без отца и матери. Был усыновлён семьёй Оршич. После окончания семинарии в Загребе Йосип Стадлер обучался в Папском Григорианском университете, по окончании которого получил научную степень доктора теологии. 17 мая 1868 года был рукоположён в Риме в диакона и 24 мая 1868 года — в сан священника. Возвратившись на родину, Йосип Стадлер стал работать в Загребе в местной семинарии. Затем работал профессором на теологическом факультете Загребского университета.
29 сентября 1881 года Римский папа Лев XIII назначил Йосипа Стадлера архиепископом Врхбосны. 20 ноября 1881 года состоялось рукоположение Йосипа Стадлера в епископа, которое совершил кардинал Раффаэле Монако Ла Валлетта в сослужении с вспомогательным епископом Римской епархии Джулио Ленти и титулярным епископом Колоссы Антонио Марией Грасселли.
C 1882 по 1884 год был апостольским администратором епархии Баня-Луки.
В 1884 году начал строить в Сараеве собор Святейшего Сердца Иисуса (Katedrala Srca Isusova). Построил семинарию имени святых Кирилла и Мефодия, многочисленные дома призрения для нуждающихся.
Скончался 8 декабря 1918 года в Сараеве и был похоронен в крипте собора Святейшего Сердца Иисуса.

## Прославление
20 июня 2002 года в архиепархии Врхбосны начался процесс причисления Йосипа Стадлера к лику блаженных.